# SN 2003cm
SN 2003cm – supernowa odkryta 27 marca 2003 roku w galaktyce UGC 10590. W momencie odkrycia miała maksymalną jasność 19,40m.